# Й
Й (onderkast: й) is een letter uit het cyrillische alfabet die in het Russisch, Oekraïens en Bulgaars wordt gebruikt. Hij wordt als /j/ uitgesproken.

## Weergave

### Unicode
De Й en й zijn in 1993 toegevoegd aan de Unicode 1.0 karakterset.
In Unicode vindt men Й onder het codepunt U+0419 (hex) en й onder U+0439.

### HTML
In HTML kan men voor Й de code &Jcy; gebruiken, en voor й &jcy;.